# شهرستان البرز
شهرستان اَلبرز یکی از شهرستان‌های استان قزوین ایران است. مرکز این شهرستان، شهر الوند است.
این شهرستان در تاریخ ۷ بهمن ۱۳۸۳ از شهرستان قزوین جدا شد و مستقل گردید.

## تقسیمات کشوری
- بخش محمدیه:
  - دهستان حصار خروان
  - دهستان شریف‌آباد

شهرها: محمدیه و شریف_آباد و بیدستان و مهرگان
- بخش مرکزی شهرستان البرز:
  - دهستان پیر یوسفیان
  - شهرک نصرت آباد

شهر: الوند و شهر صنعتی البرز

## جمعیت
بر پایه سرشماری عمومی نفوس و مسکن در سال ۱۳۹۵، جمعیت شهرستان البرز برابر با ۲۴۲٬۸۶۵ نفر بوده‌است.